# Eusomatus
Eusomatus — род жесткокрылых семейства долгоносиков.

## Описание
Близкий роду Eusomus, от которого отличается лишь явным щитком, отсутствием зубцов на бёдрах и строении гениталий.

## Экология
Личинки и взрослые жуки полифаги. Личинки развиваются в почве.

## Виды
Некоторые виды рода:
- Eusomatus claviger Schilsky in Kuster, 1912
- Eusomatus elegans Stierl., 1885
- Eusomatus laticeps Schilsky in Kuster, 1912
- Eusomatus laticeps Stierl., 1885
- Eusomatus taeniatus Reitt., 1904
- Eusomatus taeniatus Schilsky in Kuster, 1912
- Eusomatus taeniatus Stierl., 1885
- Eusomatus virens Boh. in Schoenh., 1833
- Eusomatus virens Schilsky in Kuster, 1912